# Stora Björktjärnen (Husby socken, Dalarna)
Stora Björktjärnen är en sjö i Hedemora kommun i Dalarna och ingår i Dalälvens huvudavrinningsområde. Sjön har en area på 0,0968 kvadratkilometer och ligger 169,2 meter över havet.

## Delavrinningsområde
Stora Björktjärnen ingår i det delavrinningsområde (669698-152146) som SMHI kallar för Mynnar i Dormen. Medelhöjden är 181 meter över havet och ytan är 10,85 kvadratkilometer. Det finns inga avrinningsområden uppströms utan avrinningsområdet är högsta punkten. Vattendraget som avvattnar avrinningsområdet har biflödesordning 3, vilket innebär att vattnet flödar genom totalt 3 vattendrag innan det når havet efter 166 kilometer. Avrinningsområdet består mestadels av skog (77 procent). Avrinningsområdet har 0,56 kvadratkilometer vattenytor vilket ger det en sjöprocent på 5,1 procent.